# Klaksvík
Klaksvík (IPA: [ˈklakːsvʊik], dánul: Klaksvig) Feröer második legnagyobb városa. Borðoy szigetén fekszik, és a Norðoyar régió központja. Közigazgatásilag Klaksvík községhez tartozik.

## Földrajz
A város két kis, ellenkező irányba futó fjord vége között, egy völgyben fekszik, a Myrkjanoyrarfjall (689 m), Háafjall (647 m), Hálgafelli (503 m) és Klakkur (414 m) hegyek között.

## Történelem

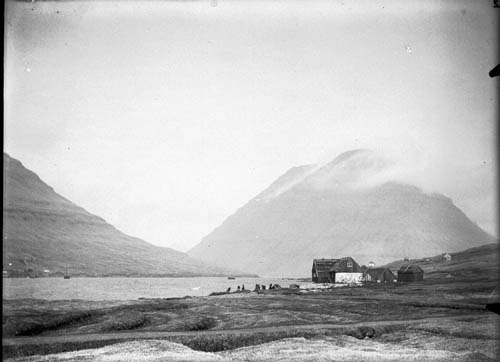
Klaksvík 1899-ben

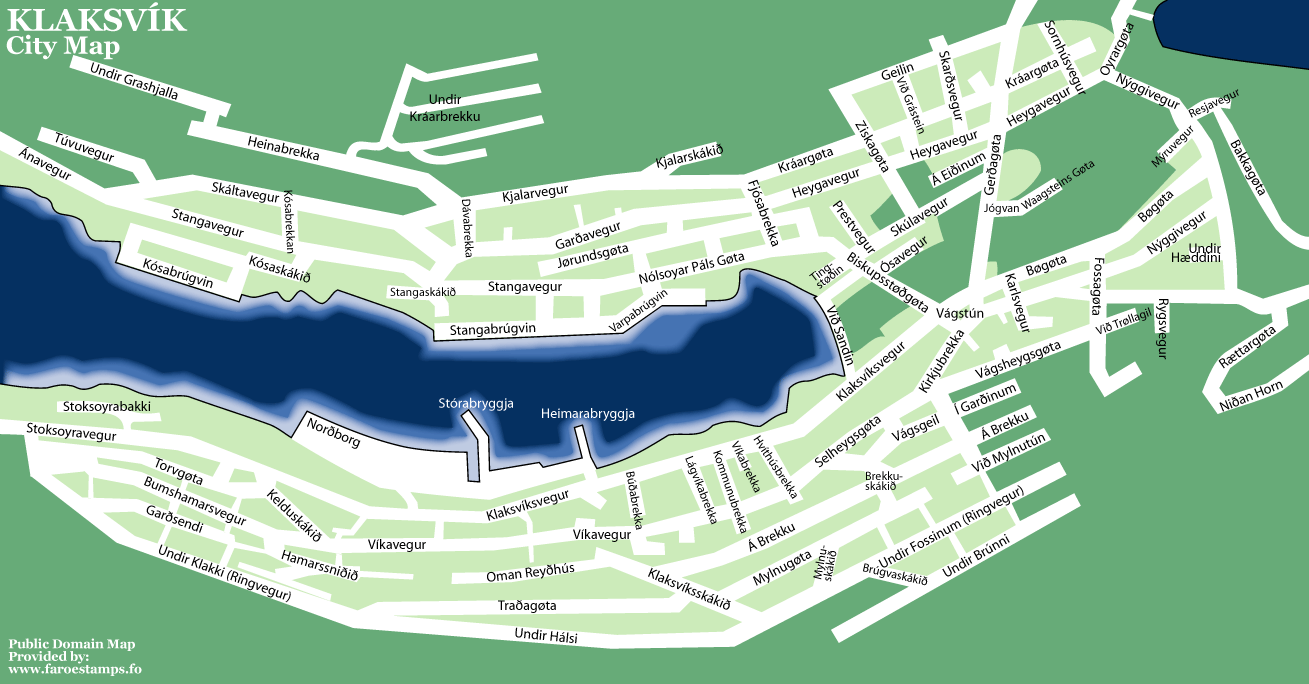
Klaksvík térképe

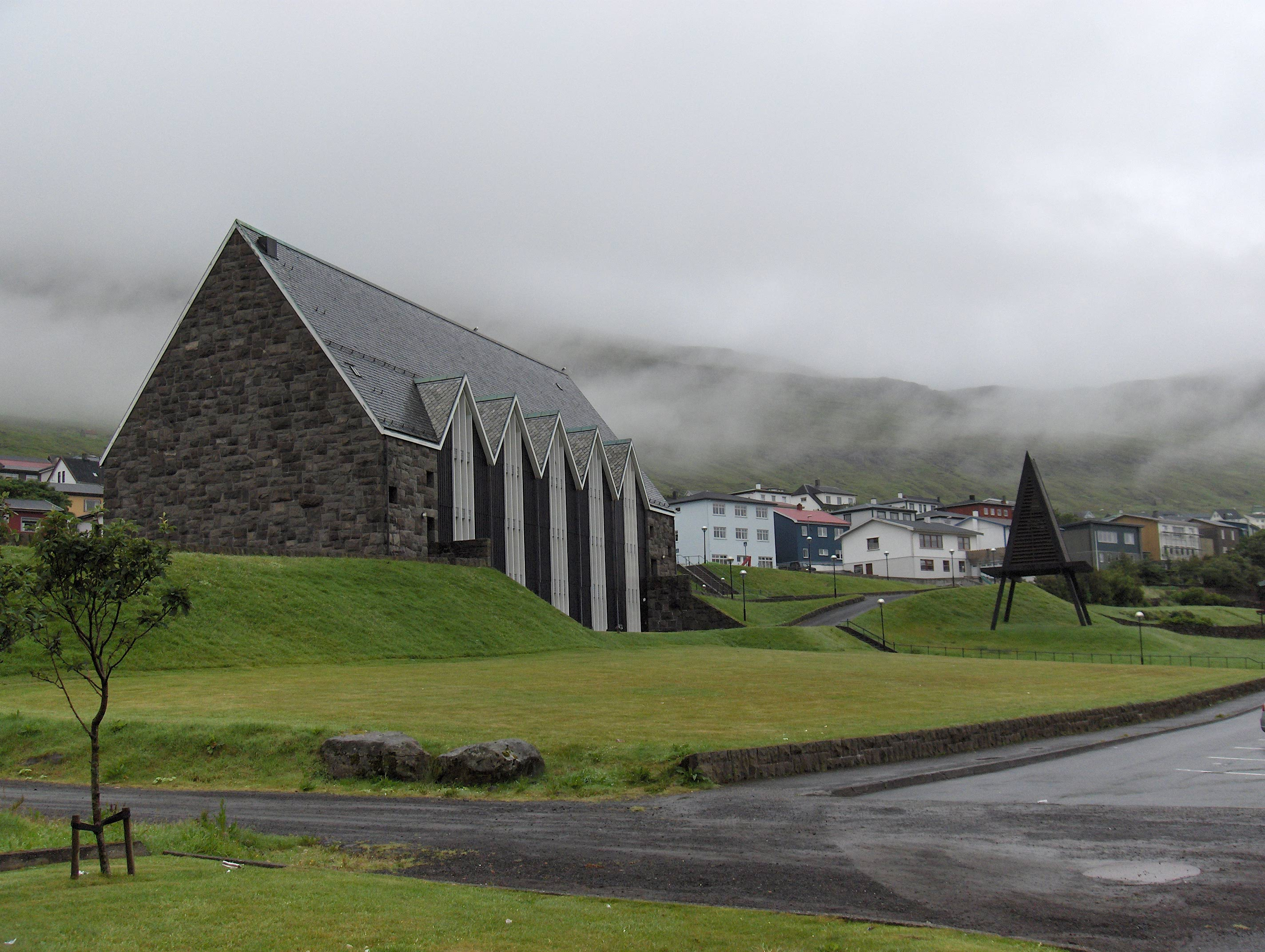
Klaksvík temploma, a Christianskirkjan

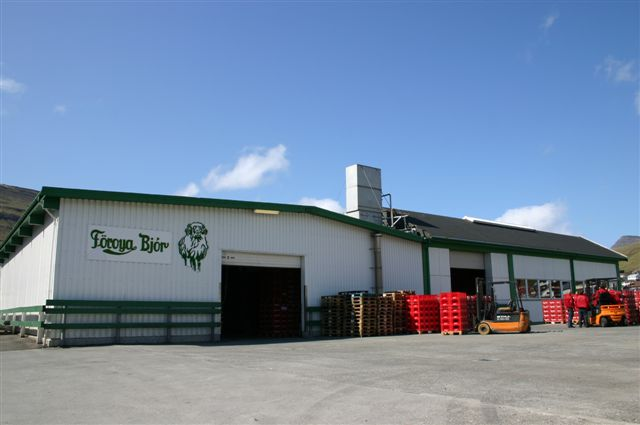
A Föroya Bjór sörfőzdéje

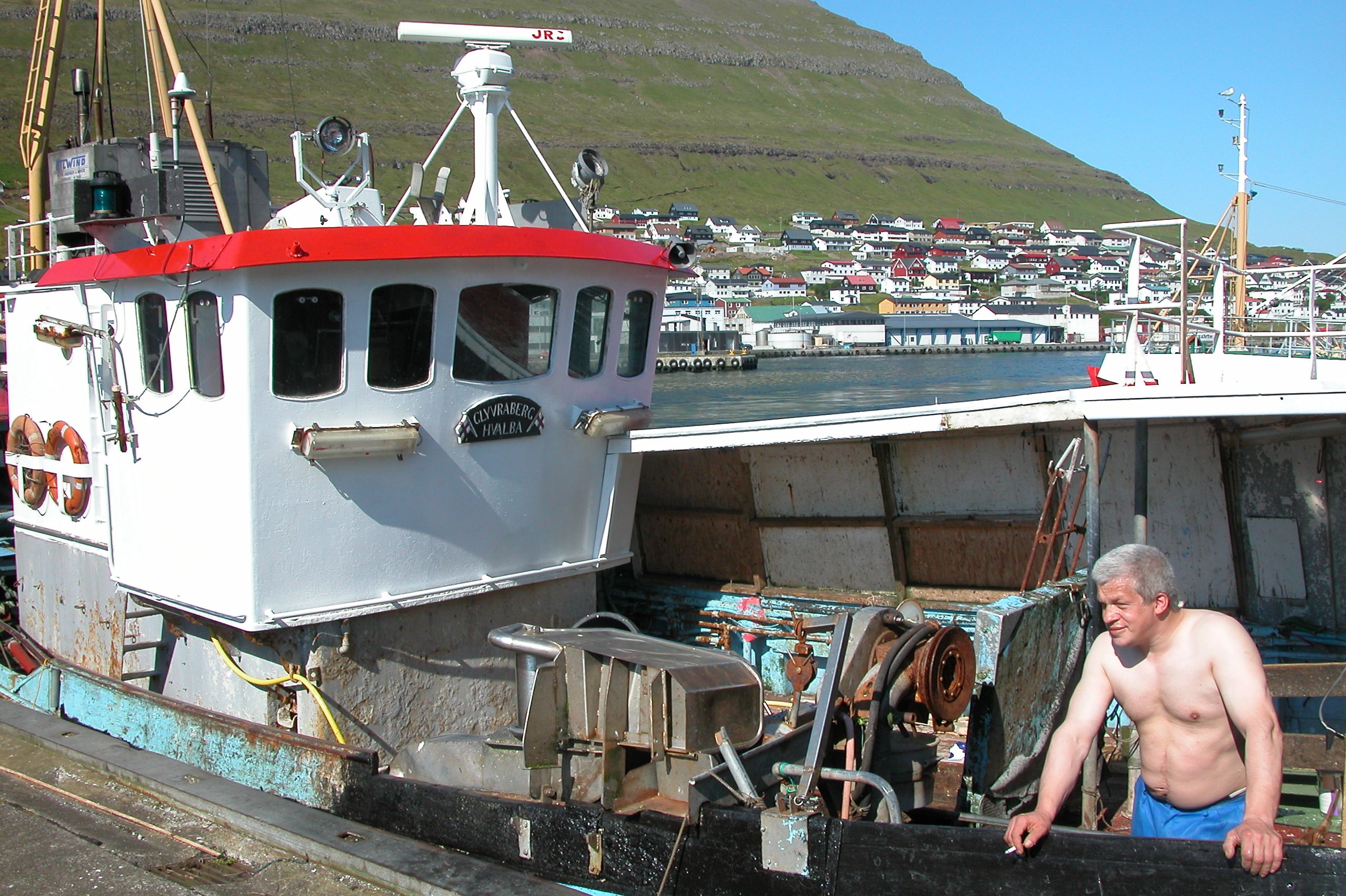
Klaksvíki halászember

A település a viking kor óta lakott. Első írásos említése 1584-ből származik. Eredetileg négy tanya feküdt itt, amely később négy faluvá növekedett, és ezek összeolvadásával jött létre Klaksvík. A város csak a 19. század óta lett jelentős, amikor a királyi kereskedelmi monopólium lerakatot létesített itt.
Temploma, a Christianskirkjan 1963-ban épült. Kialakítása szokatlan, mivel harangtornya külön áll a templom épületétől, amely feröeri bazaltból, illetve fából épült. A templomhajóban egy feröeri csónakot lógattak le a mennyezetről. A keresztelőkút eredetileg egy 4000 éves, Dániából származó pogány áldozati tál volt.

## Népesség
| Év              | Lakosság |
| --------------- | -------- |
| 1986. január 1. | 4762     |
| 1991. január 1. | 4801     |
| 1996. január 1. | 4345     |
| 2001. január 1. | 4623     |
| 2006. január 1. | 4669     |

## Gazdaság
A 20. század elején kezdődő fellendülésnek köszönhetően Klaksvík az ország egyik legjelentősebb ipari központja lett. A város modern halászflottával és halfeldolgozó iparral rendelkezik, amit jelentős szolgáltatóipar egészít ki. A halfeldolgozás mellett itt található Feröer egyetlen működő sörfőzdéje, a Föroya Bjór (a másik Tórshavnban működött).
A városban számos üzlet található, illetve megvannak a kereskedelmet és ipart koordináló szervezetek (szövetségek, kamarák, önkormányzati vállalkozásfejlesztési központ, vállalkozók háza) is.

## Közlekedés
A Norðoyatunnilin alagút 2006-os megnyitása óta a város közúton is megközelíthető Tórshavnból. Dél felé Norðoyri, észak felé pedig Ániron keresztül a sziget többi települése érhető el közúton. Autóbusszal elérhető Tórshavn (400-as járat; a buszút körülbelül másfél órát vesz igénybe), illetve Fuglafjørður (410-es járat), valamint innen indul a környező településekre az 500-as és az 504-es busz.
A településen található egy Statoil és egy Magn (korábban Shell) benzinkút.
A Klaksvíki kikötő az elmúlt években jelentős fejlesztéseken ment keresztül, mint amilyen az új, nagy hajók fogadására is alkalmas terminál a szomszédos Ánir településen.

## Kultúra
A Norðoyastevna fesztivál, amelyet minden év június elején tartanak, a második legnagyobb népünnepély az országban.

## Sport
A város labdarúgócsapata a KÍ Klaksvík.

## Személyek
- Itt született Anfinn Kallsberg (1947–2024) miniszterelnök.

## Testvérvárosai
Klaksvík testvérvárosai többek között a következők:
| - Grenå, Dánia - Kópavogur, Izland - Norrköping, Svédország - Odense, Dánia - Sisimiut, Grönland - Tampere, Finnország - Wick, Skócia |

A fentieken kívül szoros kapcsolatot ápol többek között a következőkkel:
| - Trondheim, Norvégia |